# 愛し子よ
「愛し子よ」（いとしこよ）は、ルルティアのデビューシングルとして2001年10月6日にEMIミュージック・ジャパンから発売された。

## 収録曲
1. 愛し子よ
  - 作詞、作曲：ルルティア
  - テレビ神奈川『saku saku』 2001年10月度エンディングテーマ
2. 知恵の実
  - 作詞：
3. ハートダンス(ハートヴォイス・バージョン)

## CD-EXTRA
- 愛し子よ（Video Clip）